# Copa América de Futsal de 2011
A Copa América de Futsal de 2011 foi a 10ª edição do troféu sob a chancela da FIFA. Todos os jogos foram disputados na cidade de Ministro Rivadavia, Argentina. A competição foi realizada de 11 a 17 de setembro de 2011.
O Brasil sagrou-se campeão batendo a Argentina na final por 5 a 1, conquistando o seu 9º título. O Paraguai ficou em terceiro lugar e a Colômbia em quarto.

## Regulamento
As nove equipes participantes foram divididas em dois grupos. O Grupo A de 4 equipes (Argentina, Brasil, Peru e Chile) e o Grupo B de 5 equipes (Uruguai, Paraguai, Colômbia, Bolívia e Venezuela). O critério para a formação dos grupos, foi baseado na classificação final da Copa América de Futsal de 2008 ocorrida no Uruguai.
Fase de grupos
Cada grupo jogará no sistema todos contra todos, classificando as duas seleções melhores colocadas de cada grupo para as semifinais.
Em caso de empate na pontuação para a classificação para as semifinais, foram aplicados os seguintes critérios de desempate:
1º Saldo de gols;
2º Maior número de gols marcados;
3º Confronto direto;
4º Sorteio.
Semifinais
Nas semifinais se enfrentaram:
- O primeiro do Grupo A contra o segundo do Grupo B;
- O segundo do Grupo A contra o primeiro do Grupo B.

Final
Na etapa final se enfrentaram:
Para a disputa do terceiro lugar, os perdedores das duas semifinais e para a grande final, os vencedores das duas semifinais.
Em caso de empate no tempo regulamentar, em qualquer um dos jogos da final, a definição seria tomada de acordo com as regras de jogo da FIFA (prorrogação e penalidades) e de acordo com as disposições do seção 6.5 e 6.6 do Regulamento Geral da Conmebol para estas competições.

## Sede
A princípio a competição seria disputada no Complexo Desportivo em Hurlingham, uma cidade perto de Buenos Aires, com uma arena de capacidade para 1.500 espectadores. Mas após alguns dias, o Comitê Organizador da Copa América de Futsal Argentina 2011 resolveu mudar o local aonde se realizaria todas as partidas do torneio. Então o novo local escolhido foi o Polideportivo de Almirante Brown, localizado na cidade de Ministro Rivadavia, na província de Buenos Aires, a 30 km do distrito da capital da Argentina.
| Arena      | Polideportivo de Almirante Brown |
| ---------- | -------------------------------- |
| Cidade     | Ministro Rivadavia               |
| Região     | Buenos Aires                     |
| Capacidade | 5.000                            |

## Transmissão de TV
Todos os jogos da competição foram transmitidos pela TV, para todo o continente, pela Fox Sports, ao vivo ou gravado.

## Participantes
| Seleção   | Confederação                                | Em 2008 | Títulos |
| --------- | ------------------------------------------- | ------- | ------- |
| Argentina | Asociación del Fútbol Argentino             | 3º      | 1       |
| Bolívia   | Federación Boliviana de Fútbol              | 8º      | --      |
| Brasil    | Confederação Brasileira de Futebol de Salão | 1º      | 19      |
| Chile     | Federación de Fútbol de Chile               | 10º     | --      |
| Colômbia  | Federación Colombiana de Fútbol             | 5º      | --      |
| Paraguai  | Asociación Paraguaya de Fútbol              | 4º      | 1       |
| Peru      | Federación Peruana de Fútbol                | 7º      | --      |
| Uruguai   | Asociación Uruguaya de Fútbol               | 2º      | --      |
| Venezuela | Federación Venezolana de Fútbol             | 9º      | --      |

## Árbitros
| - Marcelo Bais - Javier Santamaría - Gean Telles - Ronald Silva - Francisco Correa |  | - Joel Ruíz - Óscar Ortiz - César Málaga - Ricardo Sosa - Manuel Benítez |

## Fase de grupos

### Grupo A
|    | Seleção   | PG | J | V | E | D | GP | GC | SG  |
| -- | --------- | -- | - | - | - | - | -- | -- | --- |
| 1º | Brasil    | 7  | 3 | 2 | 1 | 0 | 24 | 5  | 19  |
| 2º | Argentina | 7  | 3 | 2 | 1 | 0 | 14 | 6  | 8   |
| 3º | Peru      | 3  | 3 | 1 | 0 | 2 | 6  | 16 | -10 |
| 4º | Chile     | 0  | 3 | 0 | 0 | 3 | 5  | 22 | -17 |

| 12 de setembro de 2011 | Brasil | 14 - 2 | Chile | Polideportivo Almirante Brown       |
| 16:00 UTC-3            |        |        |       | Árbitro: Joel Ruiz Francisco Correa |

| 12 de setembro de 2011 | Argentina | 7 - 2 | Peru | Polideportivo Almirante Brown       |
| 19:30 UTC-3            |           |       |      | Árbitro: Ricardo Sosa Fernando Rios |

}}
| 13 de setembro de 2011 | Brasil | 8 - 1 | Peru | Polideportivo Almirante Brown        |
| 17:30 UTC-3            |        |       |      | Árbitro: Ricardo Sosa Manuel Benitez |

| 13 de setembro de 2011 | Argentina | 5 - 2 | Chile | Polideportivo Almirante Brown       |
| 19:30 UTC-3            |           |       |       | Árbitro: Oscar Ortiz Manuel Benitez |

| 14 de setembro de 2011 | Chile | 1 - 3 | Peru | Polideportivo Almirante Brown         |
| 18:00 UTC-3            |       |       |      | Árbitro: Francisco Correa Oscar Ortiz |

| 14 de setembro de 2011 | Argentina | 2 - 2 | Brasil | Polideportivo Almirante Brown   |
| 20:00 UTC-3            |           |       |        | Árbitro: Joel Ruiz Ricardo Sosa |

### Grupo B
|    | Seleção   | PG | J | V | E | D | GP | GC | SG  |
| -- | --------- | -- | - | - | - | - | -- | -- | --- |
| 1º | Colômbia  | 10 | 4 | 3 | 1 | 0 | 11 | 3  | 8   |
| 2º | Paraguai  | 9  | 4 | 3 | 0 | 1 | 12 | 7  | 5   |
| 3º | Uruguai   | 7  | 4 | 2 | 1 | 1 | 11 | 4  | 7   |
| 4º | Venezuela | 3  | 4 | 1 | 0 | 3 | 4  | 17 | -13 |
| 5º | Bolívia   | 0  | 4 | 0 | 0 | 4 | 3  | 10 | -7  |

| 11 de setembro de 2011 | Bolívia | 0 - 2 | Colômbia | Polideportivo Almirante Brown          |
| 17:00 UTC-3            |         |       |          | Árbitro: Marcelo Bais Dario Santamaria |

| 11 de setembro de 2011 | Uruguai | 0 - 1 | Paraguai | Polideportivo Almirante Brown     |
| 19:00 UTC-3            |         |       |          | Árbitro: Gean Telles Cesar Malaga |

| 12 de setembro de 2011 | Venezuela | 0 - 3 | Colômbia | Polideportivo Almirante Brown     |
| 12:00 UTC-3            |           |       |          | Árbitro: Cesar Malaga Gean Telles |

| 12 de setembro de 2011 | Paraguai | 3 - 2 | Bolívia | Polideportivo Almirante Brown          |
| 16:00 UTC-3            |          |       |         | Árbitro: Dario Santamaria Ronald Silva |

| 13 de setembro de 2011 | Venezuela | 2 - 1 | Bolívia | Polideportivo Almirante Brown     |
| 13:30 UTC-3            |           |       |         | Árbitro: Gean Telles Ronald Silva |

| 13 de setembro de 2011 | Uruguai | 2 - 2 | Colômbia | Polideportivo Almirante Brown      |
| 15:30 UTC-3            |         |       |          | Árbitro: Cesar Malaga Marcelo Bais |

| 14 de setembro de 2011 | Paraguai | 7 - 1 | Venezuela | Polideportivo Almirante Brown         |
| 14:00 UTC-3            |          |       |           | Árbitro: Gean Telles Dario Santamaria |

| 14 de setembro de 2011 | Uruguai | 3 - 0 | Bolívia | Polideportivo Almirante Brown      |
| 16:00 UTC-3            |         |       |         | Árbitro: Marcelo Bais Cesar Malaga |

| 15 de setembro de 2011 | Uruguai | 6 - 1 | Venezuela | Polideportivo Almirante Brown         |
| 16:00 UTC-3            |         |       |           | Árbitro: Gean Telles Dario Santamaria |

| 15 de setembro de 2011 | Paraguai | 1 - 4 | Colômbia | Polideportivo Almirante Brown        |
| 18:00 UTC-3            |          |       |          | Árbitro: Marcelo Bais Manuel Benitez |

## Fase final
|  | Semifinais             | Semifinais             |   |                        | Final                  | Final |  |
|  |                        |                        |   |                        |                        |       |  |
|  | 16 de setembro de 2011 |                        |   |                        |                        |       |  |
|  | Argentina              | 5                      |   |                        |                        |       |  |
|  | Colômbia               | 0                      |   |                        |                        |       |  |
|  |                        |                        |   |                        |                        |       |  |
|  |                        |                        |   |                        | 17 de setembro de 2011 |       |  |
|  |                        |                        |   |                        | Argentina              | 1     |  |
|  |                        | Brasil                 | 5 |                        |                        |       |  |
|  |                        |                        |   |                        |                        |       |  |
|  |                        |                        |   |                        |                        |       |  |
|  |                        |                        |   |                        | Terceiro lugar         |       |  |
|  | 16 de setembro de 2011 | 16 de setembro de 2011 |   | 17 de setembro de 2011 | 17 de setembro de 2011 |       |  |
|  | Brasil                 | 6                      |   | Colômbia               | 1                      |       |  |
|  | Paraguai               | 2                      |   |                        | Paraguai               | 3     |  |

### Semifinais
| 16 de setembro de 2011 | Brasil | 6 - 2 | Paraguai | Polideportivo Almirante Brown      |
| 18:00 UTC-3            |        |       |          | Árbitro: Ricardo Sosa Cesar Malaga |

| 16 de setembro de 2011 | Argentina | 5 - 0 | Colômbia | Polideportivo Almirante Brown         |
| 20:00 UTC-3            |           |       |          | Árbitro: Manuel Benitez Richard Silva |

### Terceiro lugar
| 17 de setembro de 2011 | Colômbia | 1 - 3 | Paraguai | Polideportivo Almirante Brown |
| 14:00 UTC-3            |          |       |          |                               |

### Final
| 17 de setembro de 2011 | Argentina      | 1 - 5     | Brasil                                                            | Polideportivo Almirante Brown     |
| 16:00 UTC-3            | Cuzzolino 9'31 | Relatório | 7'34 Jé · 9'31 Neto · 17'47 Falcão · 27'41 Rodrigo · 38'31 Valdin | Árbitro: Joel Ruiz Manuel Benitez |

## Premiação
| Copa América de Futsal 2011 |
| --------------------------- |
| Brasil 9º Título            |

## Ranking final
|  | Brasil    |
|  | Argentina |
|  | Paraguai  |